# Simon Werner (Musikproduzent)

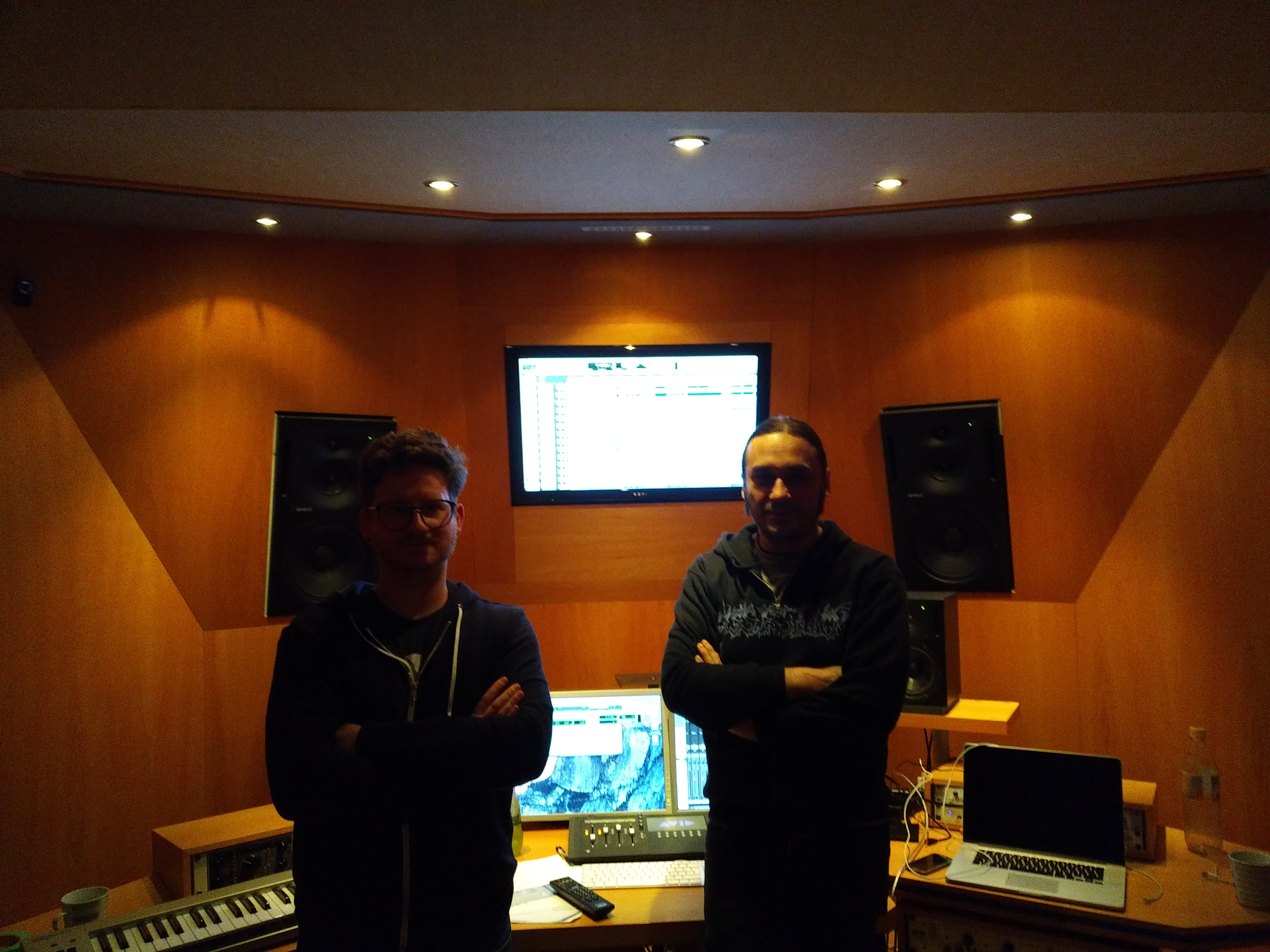
Simon Werner (links) mit Michael Zech – 2018

Simon Werner (* 1986) ist ein Musikproduzent, Tontechniker und Musiker aus Nordrhein-Westfalen. Die Werke, an denen er mitwirkt, bewegen sich im Bereich Death Metal, Post-Hardcore, Punk (Musik), Rockmusik und Hardcore Punk.

## Werk
Simon Werner arbeitete seit seiner Jugend mit Künstlern aus der Punkrock- und Metalszene zusammen. Viele der Werke, an denen er mitgewirkt hat, wurden im Tonstudio Feire-Records in Castrop-Rauxel aufgenommen.

## Auswahldiskografie
- Positive Strike (Band) – Ruhrpott Hardcore
- Positive Strike (Band) – Breakout!![1]
- Positive Strike (Band) – Positive Strike[1]
- Doppeleffekt! – Gameover / Neustart
- Remember – Death to all of us[1]
- Remember – Chuzpe[1]
- Remember – Feeding Problems[1]
- Red Apollo – Marche Funebre[1]
- Brigade S – Brigade Staatsfeind
- Black Friday ’29 – Black Friday 2009
- December Flower – Moloch (Demo)[1]
- December Flower – When All Life Ends…[1]
- Sulphur Aeon – Sulphur Psalms (Demo)[1]
- Sulphur Aeon – Deep Deep Down They Sleep (EP)[1]
- Sulphur Aeon – Swallowed by the Ocean's Tide[1]
- Sulphur Aeon – Gateway to the Antisphere[1]
- Sulphur Aeon – The Scythe of Cosmic Chaos[1]
- Sulphur Aeon – Seven Crowns and Seven Seals[1]

## Nachweise
1. 1 2 3 4 5 6 7 8 9 10 11 12 13 14  Simon Werner (3) Discography at Discogs. Abgerufen am 16. Juli 2018 (englisch).

| Personendaten    | Personendaten                                      |
| ---------------- | -------------------------------------------------- |
| NAME             | Werner, Simon                                      |
| KURZBESCHREIBUNG | deutscher Musikproduzent, Toningenieur und Musiker |
| GEBURTSDATUM     | 1986                                               |